# Schefflera lanceolata
Schefflera lanceolata är en araliaväxtart som beskrevs av Henry Nicholas Ridley. Schefflera lanceolata ingår i släktet Schefflera och familjen araliaväxter. Inga underarter finns listade.